# Mengistsu Neway
Mengistsu Neway (1919 - Adis Abeba, 30 de Março de 1961) foi um general etíope.
Neway pertencia a uma família nobre, e foi comandante-chefe da Guarda Imperial Etíope. Irmão de Germane Neway, foi um dos envolvidos na tentativa de deposição do imperador Hailé Selassié em 1960. Tendo sobrevivido, foi levado a Conselho de Guerra, declarado culpado, e condenado à morte por enforcamento. Foi executado a 30 de Março de 1961.